# Battaglione Volontari "Francesco Rismondo"
Il Battaglione Volontari "Francesco Rismondo" è stata  un'Unità delle Forze Armate Fiumane e una unità (dal 1938-1945) delle "Guardie alla Frontiera" delle  "Truppe di Zara". ; 
A Fiume  ed era così costituito:
| Unità                                      | Reparti Dipendenti                                  | Sede | Città | Ufficiali                                                 | Note                                                                                         |
| ------------------------------------------ | --------------------------------------------------- | ---- | ----- | --------------------------------------------------------- | -------------------------------------------------------------------------------------------- |
| Juventus Jadertina                         |                                                     |      | Zara  |                                                           | Unità Paramilitare di 932 volontari dal 23 settembre 1919 al 26 dicembre 1920                |
| Battaglione Volontari "Francesco Rismondo" |                                                     |      | Zara  | Cap. Buono Bonvicini (Comandante) Cap. Turrina Ten. Diana | Guardia Nazionale di circa 1000 volontari dall'ottobre 1919 al 15 dicembre 1920              |
|                                            | Compagnia Volontari "Cesare Battisti"               |      | Zara  |                                                           | Reparto della Guardia Nazionale di circa 240 volontari dall'ottobre 1919 al 15 dicembre 1920 |
|                                            | Compagnia Volontari "Fabio Filzi"                   |      | Zara  |                                                           | Reparto della Guardia Nazionale di circa 240 volontari dall'ottobre 1919 al 15 dicembre 1920 |
|                                            | Compagnia Volontari "Guglielmo Oberdan"             |      | Zara  |                                                           | Reparto della Guardia Nazionale di circa 240 volontari dall'ottobre 1919 al 15 dicembre 1920 |
|                                            | Compagnia Volontari "Nazario Sauro"                 |      | Zara  |                                                           | Reparto della Guardia Nazionale di circa 240 volontari dall'ottobre 1919 al 15 dicembre 1920 |
|                                            | Nucleo Mitraglieri Volontari "Pier Fortunato Calvi" |      | Zara  | Ten. Viola (Comandante)                                   | Reparto della Guardia Nazionale di circa 40 volontari dall'ottobre 1919 al 15 dicembre 1920  |